# 아베 슈
아베 슈(일본어: 阿部 嵩, 1984년 6월 7일 ~ )는 일본의 전 축구 선수이다.

## 구단 경력
과거 가시와 레이솔, 아비스파 후쿠오카, 츠바이겐 가나자와, FC 마치다 젤비아에서 활동하였다.